# Phronimoidea
Phronimoidea (лат.) — надсемейство ракообразных из отряда бокоплавов.

## Описание
Антенна 1 вставлена на передней поверхности головы. У антенны 1 педункулярный членик 1 длиннее членика 2. Мандибула lacinia mobilis присутствует с обеих сторон. У максиллы 1 базальный эндит отсутствует. Кокса переподы 4 слита с переонитом или почти равна таковой у перопода 3. Уросомит 1 равный или длиннее уросомита 2 или 2—3. Эндопод уропода 2 равен или короче экзопода или отсутствует. Голова крупная, длиннее пеперонита 1. Глаза крупные, занимающие большую часть головы (от маленьких до умеренно больших у Bougisidae). Максила 1 без базального концевого элемента (внутренней доли).

## Классификация
Включает 8 семейств. Близко к надсемействам Vibilioidea и Platysceloidea, вместе с которым входит в состав инфраотряда Physocephalata.
- Инфраотряд Physocephalata Bowman & Gruner, 1973
  - Парвотряд Physocephalatidira Bowman & Gruner, 1973
    - Надсемейство Phronimoidea Rafinesque, 1815
      - Семейство Bougisidae Zeidler, 2004
      - Семейство Cystisomatidae Willemöes-Suhm, 1875
      - Семейство Dairellidae Bovallius, 1887
      - Семейство Hyperiidae Dana, 1852
      - Семейство Iulopididae Zeidler, 2004
      - Семейство Lestrigonidae Zeidler, 2004
      - Семейство Phronimidae Rafinesque, 1815
      - Семейство Phrosinidae Dana, 1852